# IC50

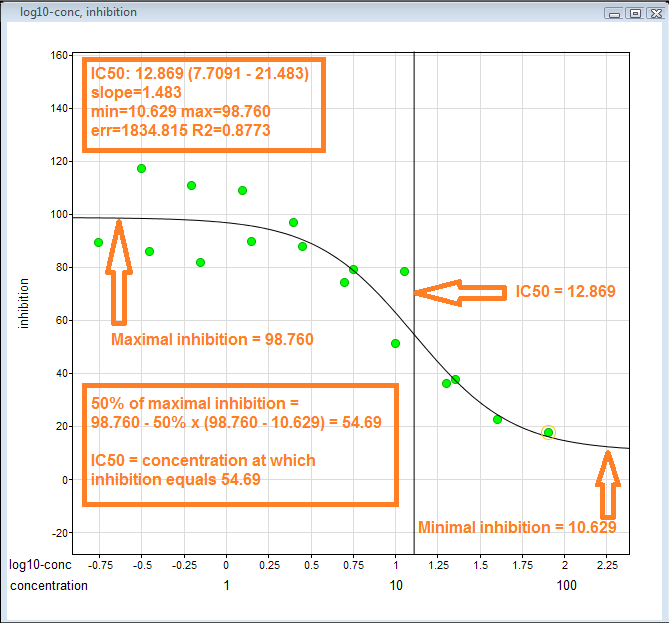
نمایش تصویری نحوه استخراج مقدار IC50: داده‌های مربوط به بازدارندگی در محور عمودی و لگاریتم غلظت در محور افقی مرتب می‌شوند. سپس حداکثر و حداقل بازدارندگی شناسایی می‌شود. IC50 غلظتی است که در آن منحنی از سطح بازداری ۵۰ درصد عبور می‌کند.

نیمه حداکثر غلظت بازدارندگی (IC50) معیاری از قدرت یک ماده در مهار یک عملکرد بیولوژیکی یا بیوشیمیایی خاص است. IC50 یک معیار کمی است که نشان می‌دهد چه مقدار از یک ماده بازدارنده خاص (به عنوان مثال دارو) برای مهار، در شرایط آزمایشگاهی، یک فرایند بیولوژیکی خاص یا جزء بیولوژیکی تا ۵۰٪ مورد نیاز است. جزء بیولوژیکی می‌تواند آنزیم، سلول، گیرنده سلولی یا میکروارگانیسم باشد. مقادیر IC50 معمولاً به صورت غلظت مولی بیان می‌شوند.
IC50 معمولاً به عنوان معیاری برای سنجش قدرت داروی آنتاگونیست در تحقیقات فارماکولوژی استفاده می‌شود. IC 50 با سایر معیارهای قدرت قابل مقایسه است، مانند EC50 برای داروهای آگونیست. EC50 نشان دهنده دوز یا غلظت پلاسمایی مورد نیاز برای به دست آوردن ۵۰٪ حداکثر اثر در داخل بدن است.

## همچنین ببینید
- EC50
- LD50 (دوز کشنده متوسط)
- Ki (ثابت تعادل)